# Gustave Le Bon
Gustave Le Bon (Nogent-le-Rotrou, 7 maggio 1841 – Marnes-la-Coquette, 13 dicembre 1931) è stato un antropologo, psicologo e sociologo francese.

## Attività
Iniziò la sua carriera nel campo della nascente antropologia. Negli anni settanta del XIX secolo inventò un cefalometro tascabile, chiamato da lui stesso "Compasso per coordinate", che permise la misurazione del cranio. Lo strumento era in grado di rilevare misure nelle tre dimensioni. In quanto portatile e pratico venne inserito nei programmi di antropologia dell'epoca. Le Bon stesso utilizzò lo strumento per rilevare, nel 1881, il cranio di abitanti di etnia tatara in Polonia. Lo scritto "Il cefalometro tascabile, o compasso per coordinate" è un manuale d'uso dell'epoca che contribuì allo sviluppo dell'antropologia dell'Ottocento.
Le Bon teorizzò anche in ambito della fisica; nel 1896 osservò una nuova radiazione chiamata "luce nera". Non la stessa che viene oggi osservata con la lampada di Wood. La sua teoria della natura della materia venne esposta nella Evoluzione della materia, pubblicato in Francia per dodici edizioni, nel quale viene esposta la teoria dell'etere luminifero. Uno dei sostenitori di questa teoria fu Henri Poincaré, ma la scienza del '900 rigettò tale idea.
Le Bon è considerato il fondatore della psicologia delle masse. Fu il primo a studiare scientificamente il comportamento delle folle, entrate allora prepotentemente tra gli attori della storia con gli sviluppi dell'industrializzazione e dell'urbanizzazione, cercando di identificarne i caratteri peculiari e proponendo tecniche volte a guidarle e controllarle. Applicando un paradigma di studio scientifico derivato dall'approccio clinico, Le Bon utilizza i concetti di contagio e suggestione per spiegare i meccanismi della folla che portano all'emergere dell'emotività dall'istintualità e dall'inconscio, altrimenti repressi negli individui dal controllo sociale.

## Biografia

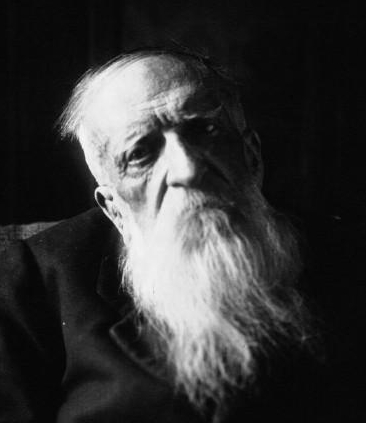
Gustave Le Bon nel 1929

Studiò medicina e viaggiò in Europa, Asia, e nord Africa dal 1860 al 1880, scrivendo di archeologia e antropologia. Pubblicò il primo successo editoriale nel 1894 con Les Lois psychologiques de l'évolution des peuples. Successivamente nel 1895 La psychologie des foules (Psicologia delle folle).
Nel 1902, Le Bon iniziò ad organizzare les déjeuners du mercredi invitando a parlare di argomenti vari personaggi del calibro di Henri Poincaré, Raymond Poincaré, Paul Valéry e Henri Bergson.

## Influenza
Le Bon non fu il primo ad analizzare la società sua contemporanea, scoprendo un nuovo fenomeno: 'La folla'. Altri studiosi di questo fenomeno furono il francese Gabriel Tarde, l'italiano Scipio Sighele e il tedesco Georg Simmel. Tutti e tre questi studiosi scrissero opere similari descrivendo le folle in epoca di sviluppo di nuove teorie sulla azione sociale. “Il primo dibattito sulla psicologia delle folle fu tra i due criminologi Scipio Sighele e Gabriel Tarde, riguardo alla determinazione della responsabilità criminale delle folle e a chi porre in arresto (Sighele, 1892; Tarde 1890, 1892, 1901).”
Il libro di Scipio Sighele La Folla Delinquente fu pubblicato in Italia nel 1891 e in Francia con il titolo La Foule Criminelle. In tedesco fu pubblicato solo nel 1897, disponibile per Georg Simmel, con il titolo Psychologie des Auflaufs und der Massenverbrechen. In inglese con il titolo The Criminal Crowd nel 1894.
Le Bon fu testimone di tre grandi eventi di massa: la comune di Parigi (1871), l'ascesa di Georges Ernest Boulanger, e l'affare Dreyfus. Ognuno di questi eventi galvanizzò larghi segmenti della popolazione. Parigi a quel tempo era una delle più grandi e industrializzate città d'Europa, fronte di forze di antisemitismo e estrema destra. In particolare il Trattato di Francoforte portò alla ribalta forze di destra. Fu questo il contesto in cui Le Bon concepì il concetto di "folla".
Questa nuova entità che emerge dall'unione degli individui non forma solo un nuovo corpo fisico ma una collettività “incosciente”.
George Lachmann Mosse, professore di storia alla University of Wisconsin-Madison, sostiene che le teorie fasciste sulla leadership che emersero durante gli anni '20 devono molto alle teorie di Le Bon sulla psicologia delle masse. Adolf Hitler lesse The Crowd e il suo Mein Kampf fu steso seguendo la tecnica di propaganda proposta da Le Bon. Benito Mussolini fece uno studio approfondito dei lavori di Le Bon, rileggendo spesso il libro.
Edward Bernays, un nipote di Sigmund Freud, fu influenzato da Le Bon e Trotter. Nel libro Propaganda, dichiarò che la più grande caratteristica di democrazia era la manipolazione della coscienza collettiva da parte dei mass media e pubblicità. Theodore Roosevelt, così come molti americani progressisti nei primi del secolo XX, fu influenzato dalle teorie di Le Bon.
Appena prima della prima guerra mondiale, Wilfred Trotter, un chirurgo della University College Hospital di Londra introdusse Wilfred Bion, un impiegato dello stesso ospedale, agli scritti di Le Bon e Sigmund Freud, Massenpsychologie und Ich-Analyse (1921). Il libro di Trotter Instincts of the Herd in Peace and War pose le basi per Wilfred Bion e Ernest Jones che crearono il gruppo dinamico. La loro associazione con il Tavistock Institute pose le basi del gruppo dinamico. Durante la prima metà del XX secolo gli scritti di Le Bon furono usati da Hadley Cantril e Herbert Blumer per descrivere le reazioni della massa rispetto ai media.
Le sue opere verranno lette e studiate dai dittatori totalitari del Novecento che basarono il proprio potere sulla capacità di controllare e manipolare le masse. La Psicologia delle folle, edita nel 1895, voleva proprio essere una sorta di guida al comportamento delle masse, intese come grande quantità indistinta di persone che agisce in maniera uniforme. Stalin e Hitler lessero meticolosamente l'opera di Le Bon e l'uso di determinate tecniche di persuasione nella loro dittatura sembra ispirato direttamente ai suoi consigli; anche Mussolini fu un fervido ammiratore di quest'opera:
(Mussolini nel ’26)

## Opere
L'opera più nota di Le Bon è la Psicologia delle folle (1895), nella quale analizza il ruolo delle masse nella società del tempo, dandogli un'accezione negativa: Le Bon dipinge le folle come una forza di distruzione, priva di una visione d'insieme, indisciplinata e portatrice di decadenza, esaltando invece le minoranze come forza capace di creare. Nella sua visione, la massa - permeata da sentimenti autoritari e d'intolleranza - crea un inconscio collettivo attraverso il quale l'individuo si sente deresponsabilizzato e viene privato dell'autocontrollo, ma che rende anche le folle tendenti alla conservazione e orientabili da fattori esterni, e in particolar modo dal prestigio dei singoli individui all'interno della massa stessa.
La seguente bibliografia si basa su quella presente nella riedizione del 1984 di Psychologie du socialisme di Les Amis de Gustave Le Bon (cfr. pag. 415-416).

### Medicina
- La mort apparente et inhumations prématurées (1866) Lire en ligne sur Gallica.
- Traité pratique des maladies des organes génitaux-urinaires (1869)
- La vie (Traité de physiologie humaine) (1874) Lire en ligne sur Gallica.

### Viaggi, storia e psicologia
- Voyage aux Monts-Tatras (1881)

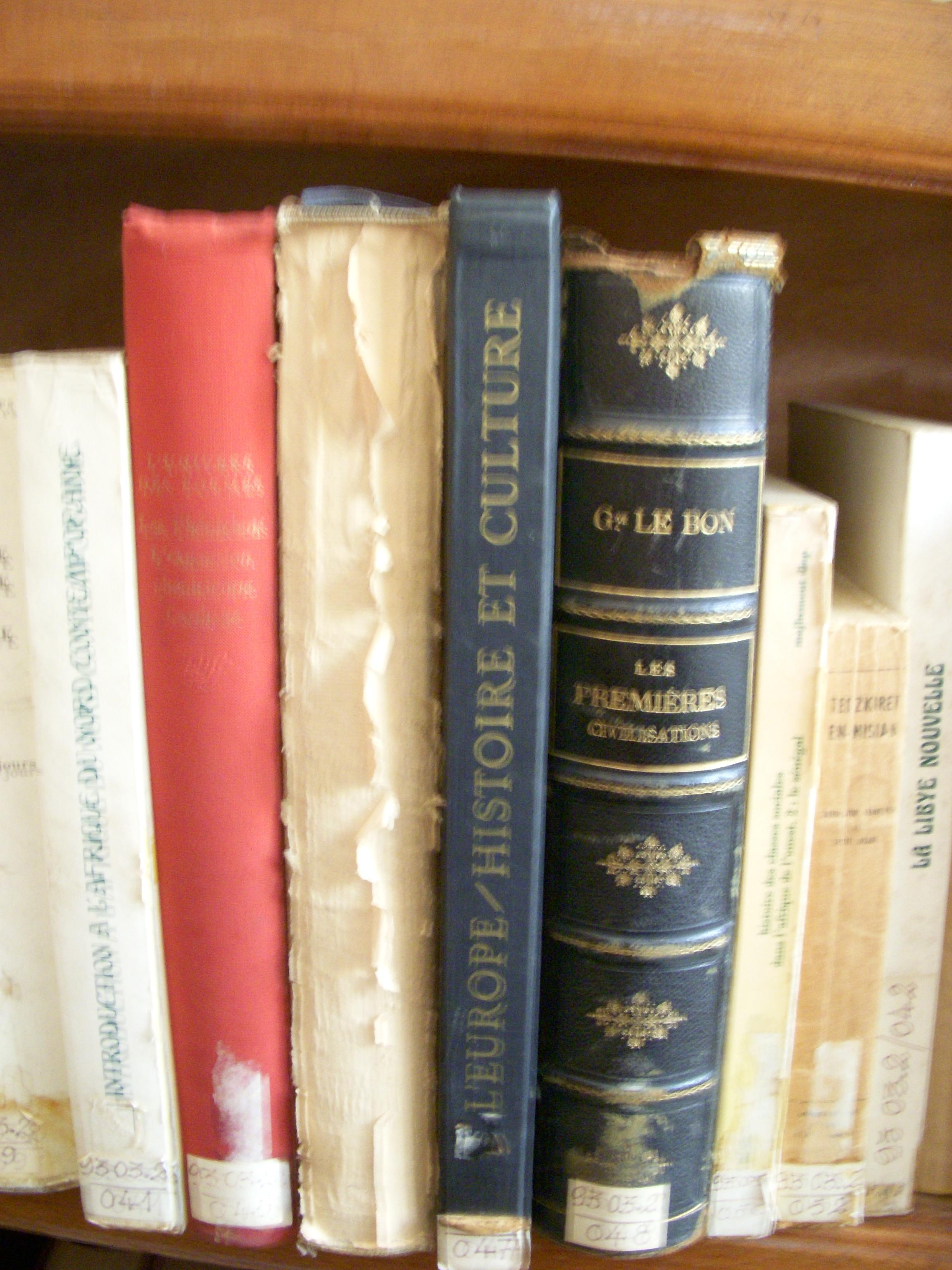
Les Premières Civilisations de l'Orient (1889) (Bibliothèque de l'Institut islamique de Dakar)

- L'Homme et les sociétés - Leurs origines et leur histoire (1881). Réédition: Jean-Michel Place, 1988 ISBN 2-85893-099-6
- La Civilisation des Arabes (1884). Réédition: Éditions de la Fontaine au Roy, Collection "Images et Traditions", 1990 ISBN 2-84132-005-7
- Voyage au Népal (1886)
- Les Premières Civilisations de l'Orient (1889) Lire en ligne sur Gallica.
- Les Civilisations de l'Inde (1893)
- Les Monuments de l'Inde (1893)
- Lois psychologiques de l'évolution des peuples (1894)
- Psychologie des Foules (1895). Réédition: Paris, Presses universitaires de France, Collection "Quadrige", 1988 ISBN 2-13-054297-2
- Psychologie du socialisme (1898). Réédition: Deterna, Collection "Politiquement incorrect", 2008 ISBN 2-913044-79-4
- Psychologie de l'éducation (1902). Réédition: Deterna, Collection "Politiquement incorrect", 2009, préface par Pierre Chaunu ISBN 2-91304-493-X
- Psychologie politique (1910). Réédition: Deterna, Collection "Politiquement incorrect", 2009 ISBN 2-913044-92-1 Lire en ligne, lire en ligne sur Gallica
- Les Opinions et les croyances (1911)
- La Révolution française et la psychologie des révolutions (1912). Réédition: Deterna, Collection "Politiquement incorrect", 2008 ISBN 2-913044-80-8
- Aphorismes du temps présent (1913)
- La Vie des vérités (1914). Réédition: Deterna, Collection "Politiquement incorrect", 2008 ISBN 2-913044-94-8
- Enseignements psychologiques de la guerre européenne (1915). Réédité sous le titre Psychologie de la Guerre, Paris, Éditions du Trident, 2006
- Premières conséquences de la guerre (1917)
- Hier et demain. Pensées brèves (1918) Lire en ligne sur Gallica.
- Psychologie des temps nouveaux (1920)
- Le Déséquilibre du monde (1923)
- Les Incertitudes de l'heure présente (1924)
- Bases scientifiques d'une philosophie de l'histoire (1931) Lire en ligne sur Gallica.

### Ricerche
- La Méthode graphique et les appareils enregistreurs (1878)
- Recherches anatomiques et mathématiques sur les variations de volume du cerveau et sur leurs relations avec l'intelligence (1879)
- La Fumée du tabac (1880) Lire en ligne sur Gallica
- Les Levers photographiques (1888) Lire en ligne sur Gallica.
- L'Équitation actuelle et ses principes. Recherches expérimentales (1892) Lire en ligne sur Gallica.
- L'évolution de la matière (1905) Lire en ligne sur Gallica.
- La naissance et l'évanouissement de la matière (1907) Lire en ligne sur Gallica.
- L'évolution des forces (1907) Lire en ligne.

## Articoli
- « Sur l'utilisation des forces naturelles et leur transport », Revue Scientifique, 20 août 1881
- « Les Forces de l'avenir », Revue Scientifique, 8 octobre 1881
- « L'Électricité et les forces de l'avenir », Revue Scientifique, 5 novembre 1881
- « L'Anthropologie actuelle et l'étude des races », Revue Scientifique, 17 décembre 1881
- « Sur la formation actuelle d'une race dans les monts Tatras », Revue Scientifique, 18 mars 1882
- « La Civilisation des arabes et l'étude scientifique de l'histoire », Revue Scientifique, 1er décembre 1883
- « L'Inde moderne. Comment on fonde une colonie, comment on la garde et comment on la perd », Revue Scientifique, 20 novembre 1886
- « Influence de l'éducation et des institutions européennes sur les populations indigènes des colonies », Revue Scientifique, 24 août 1889
- « La Psychologie des femmes et les effets de leur éducation actuelle », Revue Scientifique, 11 octobre 1890
- « Les Recherches récentes sur la noix de Kola », Revue Scientifique, 22 octobre 1893
- « La Psychologie des foules », Revue Scientifique, 6 & 20 avril 1895
- « La Luminescence invisible », Revue Scientifique, 28 janvier 1899
- « De la transparence des corps opaques pour des radiations lumineuses de grande longueur d'onde », Revue Scientifique, 11 février 1899
- « Le Rayonnement électrique et la transparence des corps pour les ondes hertziennes », Revue Scientifique, 29 avril 1899
- « L'Uranium, le radium et les émissions métalliques », Revue Scientifique, 5 mai 1900
- « Les Formes diverses de la phosphorescence », Revue Scientifique, 8 & 15 septembre 1900
- « La Variabilité des espèces chimiques », Revue Scientifique, 22 décembre 1900
- « La Matérialisation de l'énergie », Revue Scientifique, 15 octobre 1904
- « La Dématérialisation de la matière », Revue Scientifique, 12 et 19 novembre 1904
- « Le Monde intermédiaire entre la matière et l'éther », Revue Scientifique, 10 et 17 décembre 1904
- « La Dématérialisation de la matière comme origine de la chaleur solaire et de l'électricité », La Nature, n° 1699 - 16 décembre 1905
- « L'Édification scientifique de la connaissance », Revue Scientifique, 1er & 8 février 1908
- « Le Rôle de la vitesse dans les phénomènes », La Nature, n° 1855 - 12 décembre 1908
- « La Renaissance de la magie », Revue Scientifique, 26 mars & 2 avril 1910
- « Le Spiritisme et la science », La Nature, n° 1962 - 31 décembre 1910
- « Programme d'expériences permettant de résoudre d'une façon définitive le problème de la baguette divinatoire », La Nature, n° 2085, 10 mai 1913
- « Transformations apparentes des peintures en sculpture », La Nature, n° 2847, 15 décembre 1930

## Opere in italiano
- Psicologia delle folle, con espansione sulle folle digitali, IBEX Edizioni, 2021, ISBN 979-87-821-2465-6
- Psicologia delle folle, Edizioni TEA, 2004, ISBN 978-88-502-0624-7
- Psicologia delle rivoluzioni, Edizioni M & B Publishing, 2000, ISBN 978-88-86083-94-2
- Psicologia dei popoli, Edizioni M & B Publishing, 1997, ISBN 978-88-86083-26-3
- Psicologia della educazione, Edizioni M & B Publishing, 1996, ISBN 978-88-86083-25-6
- Psicologia del socialismo, Edizioni M & B Publishing, 1996, ISBN 978-88-86083-14-0